# Альбавілла
Альбавілла (італ. Albavilla) — муніципалітет в Італії, у регіоні Ломбардія, провінція Комо.
Альбавілла розташована на відстані близько 510 км на північний захід від Рима, 38 км на північ від Мілана, 8 км на схід від Комо.
Населення — 6455 осіб (2014).
Щорічний фестиваль відбувається 8 травня. Покровитель — святий Віктор.

## Демографія
Населення за роками:

Станом на 1 січня 2023 року в муніципалітеті офіційно проживало 300 іноземців з 44 країн, серед них 105 громадян країн Євросоюзу та 13 громадян України.

## Сусідні муніципалітети
- Альбезе-кон-Кассано
- Альсеріо
- Ерба
- Фаджето-Ларіо
- Монгуццо
- Орсеніго